# Alan Young
Alan Young, właśc. Angus Young (ur. 19 listopada 1919 w North Shields, zm. 19 maja 2016 w Los Angeles) – amerykański aktor telewizyjny, filmowy i głosowy pochodzenia brytyjskiego. Występował w roli Wilbura Posta w serialu komediowym Koń, który mówi (1961-66).

## Życiorys
Dorastał w Edynburgu (Szkocja) i w Kanadzie.

### Radio
Po ukończeniu szkoły zaczął pracować w radiu Canadian Broadcasting Corporation. W 1944 przeniósł się do amerykańskiego radia NBC, gdzie poprowadził program The Alan Young Show. Dwa lata później przeszedł do ABC, później wrócił do NBC.

### Telewizja
W 1950 zaczął występować w telewizyjnej wersji programu The Alan Young Show. Po usunięciu programu z anteny w 1953, występował w drugoplanowych rolach w filmach, m.in. w filmie Wehikuł czasu. Jego najsłynniejszą rolą była postać Wilbura Posta, właściciela mówiącego konia w serialu Koń, który mówi, nadawanego przez stację CBS w latach 1961–1966.

### Dubbing
W późniejszym okresie swojej kariery Young zajął się dubbingiem. Użyczał m.in. głosu Sknerusowi McKwaczowi, jednej z głównych postaci serialu animowanego Kacze opowieści. Brał też udział w takich produkcjach jak: Wielki mysi detektyw, Alvin i wiewiórki, Megas XLR, Café Myszka, Super Baloo czy Smerfy.
Zmarł z przyczyn naturalnych w domu dla emerytowanych aktorów w Los Angeles. Miał 96 lat.

## Filmografia

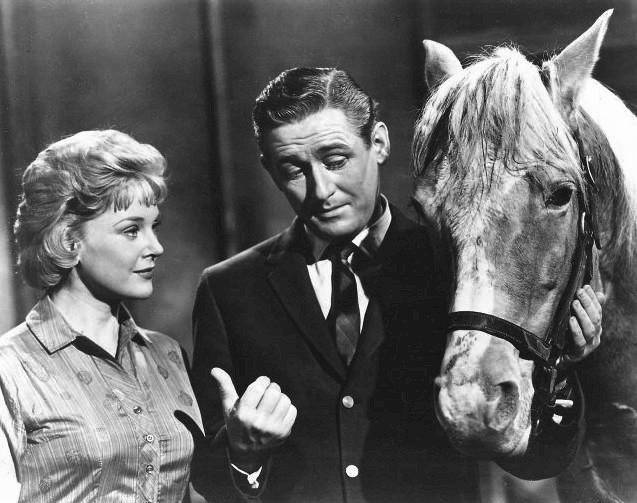
Alan Young na planie serialu Koń, który mówi

### Filmografia
- Margie (1946) jako Roy Hornsdale
- Kurczak co niedziela (1949) jako Geoffrey Lawson
- Androkles i lew (1952) jako Androkles
- Jak ślub, to tylko z brunetką (1955) jako Charlie Biddle/Mrs. Biddle/Mr. Henry Biddle
- Tomcio Paluch (1958) jako Woody
- Wehikuł czasu (1960) jako David Filby/James Filby
- Ziemski anioł (1991) jako Norman
- Gliniarz z Beverly Hills III (1994) jako  „wujek” Dave Thornton
- Wehikuł czasu (2002) jako sprzedawca kwiatów
- Emily i ja (2004) jako dziadek

### Role w serialach TV
- Koń, który mówi (1961-66) jako Wilbur Post
- Statek miłości (1977-86) jako Phil Sharp/Ross (gościnnie, 1978 i 1983)
- Napisała: Morderstwo (1984-96) jako Floyd Nelson (gościnnie, 1986)
- Szpital miejski (od 1963) jako Jack Riley (gościnnie, 1990)
- Doogie Howser, lekarz medycyny (1989-93) jako dr Emmitt Randall (gościnnie, 1993)
- Świat pana trenera (1989-97) jako Ranger Farley (gościnnie, 1993)
- Ich pięcioro (1994–2000) jako Jack Gordon (gościnnie, 1994)
- USA High (1997-99) jako pan Phipps (gościnnie, 1997)
- Pod koszem (1995-2000) jako pan McHenry (gościnnie, 2000)
- Sabrina, nastoletnia czarownica (1996−2003) jako pan Berry (gościnnie, 1997)
- Ostry dyżur (1994-2009) jako Archie Mellonston (gościnnie, 2000)
- Odlotowa małolata (2001-02) jako Abe Lasky (gościnnie, 2001)

### Roledubbingowe
- Eskadra Orła (1978-85) – 7-Zark-7, Keyop
- Człowiek-Pająk i jego niezwykli przyjaciele (1981-83) – Mr. Frump
- Nowy Scooby i Scrappy Doo (1983-84) – Gaggy Rogers
- Smerfy (1981-89) – Smerf Farmer
- Alvin i wiewiórki (1983-90) – dziadek Seville
- Opowieść wigilijna Myszki Miki (1983) – Ebenezer Scrooge (Sknerus McKwacz)
- Wielki mysi detektyw (1986) – Hiram Flaversham
- Alicja po drugiej stronie lustra (1987) – Biały Rycerz
- Kacze opowieści (1987-90) – Sknerus McKwacz
- Kacze opowieści. Poszukiwacze zaginionej lampy (1990) – Sknerus McKwacz
- Super Baloo (1990-91) – dr Cooper
- Ren i Stimpy (1991-95) – Haggis McHaggis
- Duckman (1994-97) – Wilbur Nelson
- Batman (1992-98) – Tod Baker
- Produkcje Myszki Miki (1999–2000) – Sknerus McKwacz
- Mickey: Bajkowe święta (1999) – Sknerus McKwacz
- Café Myszka (2001-03) – Sknerus McKwacz
- Mickey: Bardziej bajkowe święta (2004) – Sknerus McKwacz
- Megas XLR (2004-05) – Jax
- Myszka Miki (2013-2016) – Sknerus McKwacz